# Federazione Italiana Escursionismo
La Federazione Italiana Escursionismo (FIE) è una associazione italiana di escursionismo.

## Storia

### Gli inizi
Da preesistenti associazioni autonome, fra cui la U.O.E.I (Unione Operai Escursionisti Italiani), fondata a Monza il 29 giugno 1911, e la C.A.E.N. (Confederazione Alpinistica ed Escursionistica Nazionale) fondata a Torino il 7 ottobre 1923, nel 1927 venne fondata la FIE, come ente dipendente dall'Opera nazionale del dopolavoro. Tra le attività proposte agli aderenti, che arrivarono a contare più di 1.700.000 persone, spiccavano cicloturismo, sci, podismo, campeggio e marcia alpina di regolarità.

### La FIE nel dopoguerra

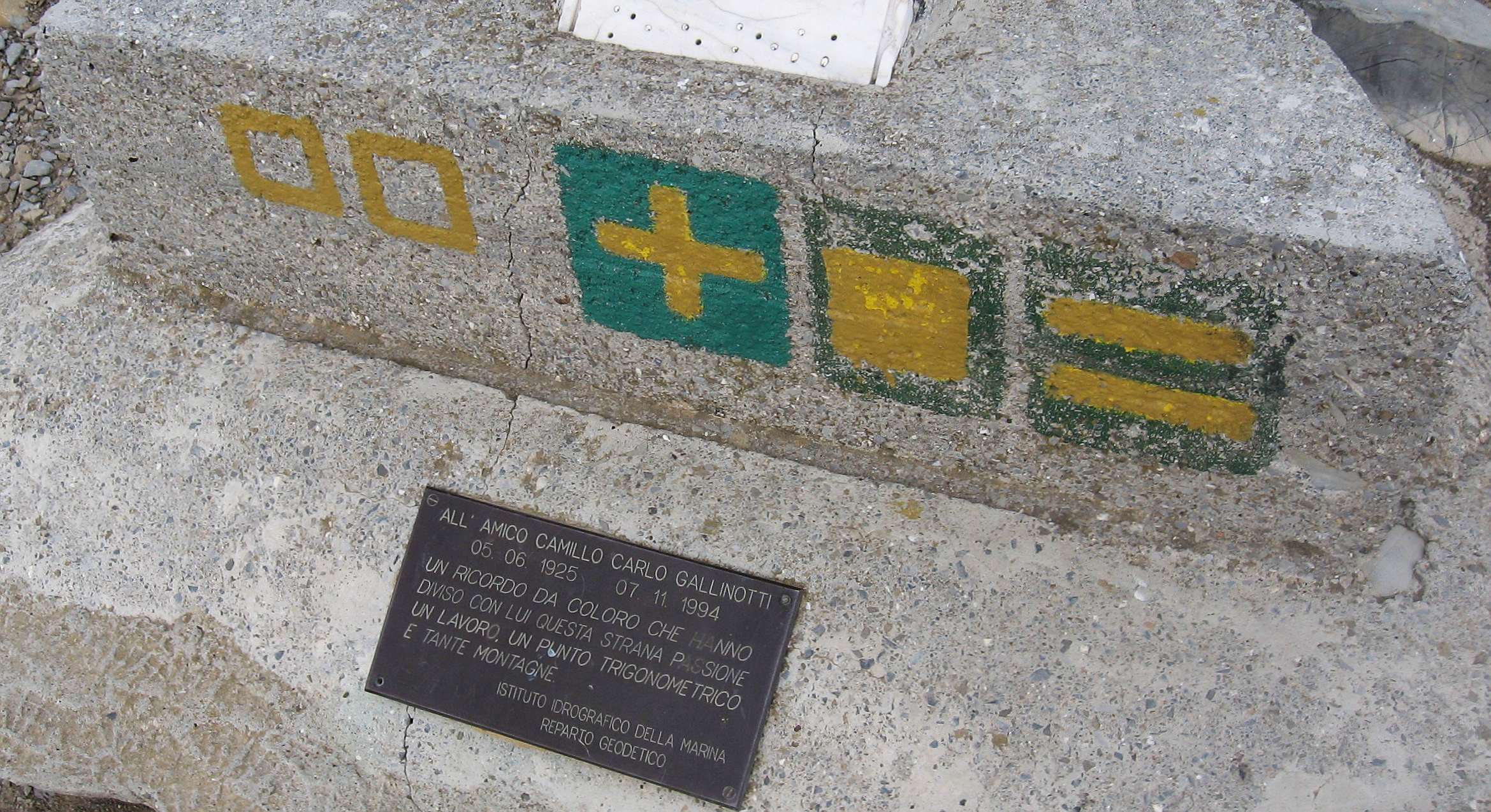
Esempio di segnavia FIE (Monte Antola, Appennino ligure)

Nel dopoguerra la FIE ricominciò ad operare in forma di associazione autonoma a partire dal 1946, non solo direttamente ma anche coordinando varie associazioni locali. La nuova gestione associativa oltre all'escursionismo proponeva ai propri affiliati anche la formazione di accompagnatori escursionistici e attività quali la speleologia, i campi vacanza e l'archeologia. Nel novembre 1971 le fu riconosciuto lo status di Ente Morale..

#### La rifondazione
Nella sede della Società Ginnastica Cristoforo Colombo (Genova), si riunisce un gruppo di amanti della montagna che progettano la ricostituzione della FIE. Sono (elencati in ordine alfabetico e con indicazione della associazione di appartenenza): Remo Bisio (Circolo Escursionistico Stella Alpina), Rinaldo Ciambellotti (Audax), Pasquale Colla (I Montagnini), Lorenzo Lavarello (Stella Alpina), Arturo Manzo (Stella Alpina), Pietro Morello (Cristoforo Colombo), Emilio Alessandro Perasso (Stella Alpina), Valente (Cristoforo Colombo), Vallebuona detto Paciugo (Gruppo Escursionistico Carnaro) e un rappresentante dell'Unione Operaia Escursionistica Cantore di Padova.
Viene formato un Comitato Provvisorio di Reggenza formato da:
- Valente, primo Presidente della FIE;
- Ciambellotti: Tesoriere;
- Morello: Segretario;
- Colla, Lavarello e Vallebuona: membri del Comitato.

Per ovvie ragioni geografiche, le prime associazioni aderenti alla FIE sono quasi tutte liguri: Circolo Escursionistico Stella Alpina, I Montagnin (tuttora affiliati), Gruppo Escursionistico Cristoforo Colombo, Unione Operaia Escursionistica Cantore, Circolo Escursionistico Marina Mercantile, CAI Sez. Cesare Battisti, Gruppo Escursionistico Campo Ligure, Gruppo Escursionistico Carnaro, Audax, Associazione Fulgor Amicitia.
Il 16 aprile 1946 si tiene a Genova, al 21º piano del grattacielo Sud di piazza Dante, il Primo Convegno Nazionale Escursionistico. Viene ufficialmente ratificata la fondazione della nuova FIE - Federazione Italiana Escursionismo. Sono presenti escursionisti provenienti da quasi ogni parte d'Italia:
- Liguria: Sandro Perasso, Remo Bisio e Lorenzo Lavarello (Stella Alpina); Giovanni Graniti e Giorgio Bossi (Fulgor Amicitia); Pasquale Colla e Mario De Benedictis (I Montagnin), Valente e Pietro Morello (Cristoforo Colombo); Graglia (Scarponi Pontedecimo, associazione tuttora affiliata); Rinaldo Ciambellotti (Audax); Mori e Giardino (Manipolo Poveri Camminatori); Luigi Gozzo e Vallebuona (Carnaro); Quinto Fanetti e Guano (G.E.S.); Otello Meloni (Fontanarossa); un rappresentante dell'U.C.A.M. e un funzionario dell'E.P.T. di Genova (rag. Tubino);
- Lombardia: Gino Sioli (S.E.L. di Lecco, tuttora affiliata) e Sandro Prada (G.E.M. di Milano);
- Piemonte: Piero Buscaglione (U.E.T. di Torino) e Gino Genesio (CAI - U.G.E.T. di Torino);
- Veneto: Gaetano Falcipieri (S.A.V. di VIcenza, tuttora affiliata);
- Friuli Venezia Giulia: Esposito (Escursionisti Triestini);
- Lazio: Bagnoli (Sportiva Lazio);
- Campania: Natilli e Riccio.

Il Convegno elegge il primo Consiglio nazionale con sede a Genova e formato da:
- Lorenzo Lavarello, Presidente nazionale;
- Pasquale Colla: Vicepresidente di sede;
- Piero Buscaglione: 2º Vicepresidente;
- Emilio Alessandro Perasso: Segretario nazionale;
- Remo Bisio: Tesoriere nazionale;
- Bagnoli, Falcipieri, Prada, Riccio e Sioli: membri.

In occasione del Primo Congresso Nazionale, tenutosi a Torino il 18 e 19 settembre 1948, viene approvato il testo definitivo dello Statuto della FIE.

#### I primi anni
Nel 1952, l'apposita Commissione Tecnica Federale organizza il primo Campionato Italiano di Marcia di Regolarità in Montagna o Marcia Alpina di Regolarità.
Nel Congresso di Lecco (25/26 aprile 1953) viene sancita l'adesione della FIE al Commissariato del Turismo, accettando un suo rappresentante quale membro di diritto nel Consiglio nazionale.
Nel 1955, sotto la presidenza di Pietro Buscaglione, la sede nazionale della FIE viene trasferita da Genova a Torino.
Il 18 giugno 1972 il Consiglio Nazionale approvò l’adesione dell'associazione alla Federazione Europea Escursionismo (ERA-EWV-FERP). Negli anni successivi tra le attività associative iniziò ad avere particolare rilievo la partecipazione alla progettazione e alla realizzazione di lunghi itinerari di trekking transfrontalieri, in vari casi in collaborazione con il CAI. La FIE è responsabile per la manutenzione dei tratti italiani degli itinerari europei (E1, E5, E7, E10 ed E12) e della loro eventuale estensione. I segnavia utilizzati dalla FIE si differenziano da quelli del CAI, che nel quadro di un protocollo d'intesa li ha riconosciuti a livello storico, e in genere dalle bande bianco/rosse comunemente impiegate in Italia. I segnavia FIE sono infatti costituiti da vari simboli come croci, linee, punti, quadrati e dischi pieni o vuoti, tracciati con vernice di diversi colori ed in diverse combinazioni scelte in modo che non si ripetano sui sentieri all'interno della stessa zona. Questo tipo di segnaletica è diffuso particolarmente in Liguria.

### La FIE oggi
La FIE è un'associazione di protezione ambientale, riconosciuta dal Ministero dell'Ambiente e della Tutela del Territorio Marino (decreto M.A.T.T.M. n. 224 del 23 maggio 2018).
Opera attraverso le associazioni affiliate anche a favore della diffusione della pratica escursionistica e promuove l'escursionismo giovanile, scolastico e per i diversamente abili. 
Il 23 e 24 ottobre 2021, la FIE si è riunita a Firenze per il suo secondo Congresso, nel quale sono stati definiti i piani e le strategie per il futuro, in considerazione del grande sviluppo che l'escursionismo, gli sport e la cultura della montagna stanno attraversando.
La Federazione Italiana Escursionismo pubblica, a partire dal 1946, la rivista sociale semestrale Escursionismo e, dal marzo 2021, la rivista tecnica Sentieri, camminare per l'Europa e nel mondo, anch'essa con cadenza semestrale.
Alla FIE fanno capo tre rifugi: il rifugio Ciarlo-Bossi a Carnino, frazione di Briga Alta (CN); il rifugio Tedeschi-Malatesta ad Artesina, frazione di Frabosa Sottana (CN) e il rifugio Anna Maria a Piano Rancio-Ghisallo, Civenna-Bellagio (CO).

### Attività sportive
La FIE, sia direttamente che tramite le associazioni affiliate, attualmente promuove la pratica sportiva agonistica nelle seguenti discipline:
- Sci alpino, con gare di campionato regionale in Piemonte, Lombardia e Veneto e campionato nazionale;
- Marcia alpina di regolarità;
- Marcia acquatica.